# さよならなんて云えないよ
「さよならなんて云えないよ」（さよならなんていえないよ）は、小沢健二の10作目のシングル。1995年11月8日に東芝EMIから発売。

## 解説
前作「戦場のボーイズ・ライフ」から約6か月ぶりのリリース。
本作に収録の2曲はいずれもオリジナル・アルバムには未収録となっており、2003年に発売された『刹那』でアルバム初収録となった。
2016年11月に放送が開始された大塚製薬「ポカリスエットゼリー」のテレビCMでは、吉田羊と鈴木梨央によるカバー・バージョンが使用された。このカバー・バージョンのアレンジは鈴木慶一が手がけた。ポカリスエットのキャンペーンサイトでは、先着3,000人を対象に無料配信が実施された。
2024年11月2日から3夜連続で放送された『ブラタモリ』（NHK総合）エンディング曲に選ばれた（オープニング曲は「ぼくらが旅に出る理由」）。

## 収録曲
全曲 作詞・作曲・編曲:小沢健二
1. さよならなんて云えないよ NEVER CAN SAY GOODBYE
小沢が出演した森永製菓「ダース」のCMソング。
ミュージック・ビデオの監督はタケイグッドマン[4]。
ギターのカッティング・リフは、マイケル・ジャクソンの「ブラック・オア・ホワイト」から引用。
タモリはこの曲の歌詞を「人生をあそこまで肯定できない」と評価し、好きな曲であることを小沢がテレフォンショッキング出演時に語っている[5][6]。
17thシングル「ある光」には、ジャズ調にアレンジされた音源が「美しさ」というタイトルで収録されている。
2. いちょう並木のセレナーデ (LIVE AT BUDOKAN)
1995年のツアー『KENJI OZAWA NATIONAL TOUR '95「VILLAGE」』における日本武道館でのライヴ音源。スタジオ音源は、2ndアルバム『LIFE』に収録されている。
3. さよならなんて云えないよ (オリジナル・カラオケ)

## 収録アルバム
- 『刹那』(#1,2)

## タイアップ
- 森永製菓「ダース」CMソング（＃1）
- NHK「ブラタモリ」エンディング曲（2024年）（#1）

## テレビ出演
さよならなんて云えないよ
- 1995年11月10日 テレビ朝日『ミュージックステーション』[7]